# Circinotrichum papakurae
Circinotrichum papakurae är en svampart som beskrevs av S. Hughes & Piroz. 1971. Circinotrichum papakurae ingår i släktet Circinotrichum, divisionen sporsäcksvampar och riket svampar.   Inga underarter finns listade i Catalogue of Life.